# Cantamayec
Cantamayec, es una localidad del estado de Yucatán, México, cabecera del municipio homónimo ubicada aproximadamente 80 kilómetros al sureste de la ciudad de Mérida, capital del estado y 20 km al este de la villa de Mayapán.

## Toponimia
El toponímico Cantamayec significa en idioma maya el lugar de los cuatro avisperos de Tamay por provenir de los vocablos can, cuatro; Tamay, patronímico (apellido) y ec, avispero.  

## Datos históricos
Cantamayec está ubicado en el territorio que fue la jurisdicción de los Tutul Xiúes antes de la conquista de Yucatán.
Sobre la fundación de la localidad no se conocen datos precisos antes de la conquista de Yucatán por los españoles. Se sabe, sin embargo, que durante la colonia estuvo bajo el régimen de las encomiendas. 
En 1825, después de la independencia de Yucatán, Cantamayec formó parte del Partido de los Beneficios Bajos, con cabecera en Sotuta.
En 1918 se erigió en cabecera del municipio libre homónimo. 